# Rudolf Hatschek (Mediziner, 1865)
Rudolf Hatschek (* 25. Mai 1865; † 31. Mai 1921) war ein österreichischer Neurologe und Kurarzt in Gräfenberg (Österreichisch-Schlesien).

## Leben
Rudolf Hatschek war in Wien an der 1. Medizinischen Klinik der Universität als Assistent von Hermann Nothnagel tätig, später Mitarbeiter am Neurologischen Institut unter Heinrich Obersteiner. Ab 1909 war er Leiter des von Vincenz Prießnitz gegründeten Sanatoriums in Gräfenberg für Nerven-, innere sowie Stoffwechselkrankheiten sowie für Erholungsbedürftige. Im Winter forschte er weiterhin im Neurologischen Institut in Wien.
1913 wurde bei Hatschek ein Hirntumor festgestellt und durch Anton von Eiselsberg operiert, woraufhin sein Sehvermögen schwer geschädigt war. Ein weiterer Eingriff durch Eiselsberg folgte 1920. Otfrid Foerster entfernte im Februar 1921 ein Rezidiv im Frontallappen. An den Folgen dieses Eingriffs starb Rudolf Hatschek am 31. Mai 1921.

## Schriften
- Ueber recidivierende Facilislähmung. In: Wiener medizinische Schriften, 35, Nr. 4 (1894).
- Zur Kenntnis der Aetiologie der peripheren Facilisparalyse. In: Jb. Psychiatrische Neurologie, 13, S. 37–56 (1895).
- Beitrag zur Casuistik atypischer Formen der Syringomyelie. In: Wiener medizinische Wochenschrift, 45 (1895).
- Ueber das Rückenmark des Delphins (Delphinus delphis). In: Obersteiners Arbeiten aus dem Neurologischen Institut Wien, Heft 4, S. 286–312 (1896).
- Ueber das Rückenmark des Seehundes (Phoca vitulina). In: Obersteiners Arbeiten aus dem Neurologischen Institut Wien, Heft 4, S. 313–340 (1896).
- mit Hermann Schlesinger: Der Hirnstamm des Delphins (Delphinus delphis). In: Arbeiten des Neurologischen Instituts der Universität Wien, Band 9, S. 1–117 (1902).
- Ein vergleichend-anatomischer Beitrag zur Kenntnis der Haubenfaserung und zur Frage des centralen Trigeminsverlaufs. In: Arbeiten des Neurologischen Instituts der Universität Wien, Band 9, S. 279 (1902).
- Ueber eine eigentümliche Pyramidenvariation in der Säugetierreihe. In: Arbeiten des Neurologischen Instituts der Universität Wien, Band 10, S. 48–57 (1903).
- Zur Kenntnis des Pedunculus corporis mamillaris, des ganglion tegmenti profundum und der dorsoventralen Raphefaserung in der Haube. In: Arbeiten des Neurologischen Instituts der Universität Wien, Band 10, S. 84–103 (1903).
- Sehnervenatrophie bei einem Delphin. In: Arbeiten des Neurologischen Instituts der Universität Wien, Band 10, S. 223–229 (1903).
- Bemerkungen über das ventrale Haubenfeld, die mediale Schleifen und den Aufbau der Brücke. In: Arbeiten des Neurologischen Instituts der Universität Wien, Band 11, S. 128–155 (1904).
- Eine klinische Beobachtung von cerebral bedingter dissoziierter Störung der tiefen Sensibilität. In: Jb. Psychiatrische Neurologie, 26, S. 253–269 (1905).
- Beitrag zur Kenntnis des Riechhierns der Säugetiere. In: Arbeiten des Neurologischen Instituts der Universität Wien, Band 17, S. 359 (1908).
- Ein klinischer Beitrag zur Kenntnis der Bulbärapoplexien. In: Jb. Psychiatrische Neurologie, 29, S. 329–342 (1909).
- Zur vergleichenden Psychologie des Angsteffektes. In: Deutsche Zeitschrift für Nervenheilkunde, 41, S. 204–212 (1911).
- Zur Praxis der Psychotherapie. In: Wiener klinische Wochenschrift, 26, S. 1015 (1913).
- Ueber Rückschlagserscheinungen auf psychischen Gebiete. In: Jb. Psychiatrische Neurologie, 36, S. 229–242 (1914).
- Ueber Bauchmuskeltic. In: Wiener medizinische Wochenschrift, 67, S. 1429 (1917).